# Berkley (Kolorado)
Berkley – jednostka osadnicza w Stanach Zjednoczonych, w stanie Kolorado, w hrabstwie Adams.